# Manchester (Maryland)
Manchester – miasto w Stanach Zjednoczonych, w stanie Maryland, w hrabstwie Carroll.